# Carlos Pezoa Véliz
Carlos Pezoa Véliz, nacido como Carlos Enrique Moyano Jaña (Santiago, 21 de julio de 1879-ibídem, 21 de abril de 1908), fue un poeta y periodista autodidacta chileno.
Poeta representativo de la raíz y la voz del pueblo chileno, Carlos Pezoa Véliz desafió el modelo modernista con una obra independiente de las modas, rebelde, irónica y sensible a la realidad de los marginados. Su poesía fue reunida y editada en forma de libro de manera póstuma.

## Biografía

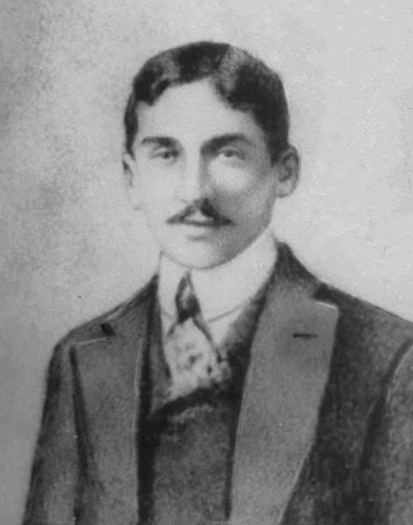
Pezoa Véliz ca. 1905

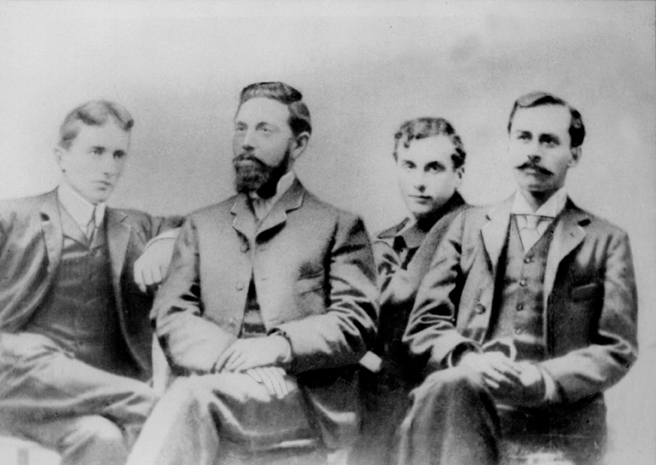
Pezoa Véliz junto a Samuel Lillo, Augusto d'Halmar e Isaías Gamboa, destacados literatos de fines del.

Fue alumno del Liceo San Agustín y del Instituto Superior de Comercio, pero por tener que enrolarse en la Guardia Nacional, debido a los conflictos limítrofes existentes con Argentina, abandonó sus estudios en 1897.
Comenzó escribiendo en La Lira Popular, donde compartió el oficio con otros poetas y payadores populares. Su reconocimiento como poeta lo logró en el Ateneo Obrero de Santiago el 6 de agosto de 1899, cuando leyó por primera vez «Hijo del pueblo» y «Libertaria». Fue el primer secretario del modesto Ateneo anarquista. En Santiago, publicó en diarios, tabloides y revistas como El Obrero, La Ley y La Campaña.
En 1902, se mudó a Valparaíso, donde colaboró con el diario La Voz del Pueblo y, posteriormente, con La Comedia Humana de Viña del Mar. En 1904, publicó sus poemas más conocidos: «El pintor Pereza» en Chile Ilustrado y «Nada» en La Lira Chilena.
Según un comentario manuscrito en esta lira: https://www.lirapopular.cl/lirapopularxix/terremoto-en-la-rioja-sangrienta-muerte-de-valdes-calderon/, habría usado el seudónimo de Juan Mauro Bío-Bío
Como reportero, sus trabajos más célebres, publicados en el diario La Voz del Pueblo, son un conjunto de artículos y reportajes sobre la región del salitre (1905) y el recientemente descubierto sobre el fusilamiento de Émile Dubois, publicado en El Chileno de Valparaíso en 1907.
A raíz del terremoto que sacudió a Valparaíso el 16 de agosto de 1906, Pezoa Véliz resultó severamente herido al quedar atrapado en un derrumbe de las paredes de la pensión donde residía, en la calle Viana en Viña del Mar. Fue internado en el Hospital Alemán de Valparaíso con sus dos piernas destrozadas, lugar en el que escribió su poema “Tarde en el hospital” (su primera versión apareció con el título “Tarde en el Hospital Alemán” en la revista Sucesos de Valparaíso, el 29 de agosto de 1907). Posteriormente, después de una larga y dolorosa convalecencia, se trasladó a Santiago e ingresó al Hospital San Vicente de Paul —hoy Hospital clínico de la Universidad de Chile — donde se le diagnosticó tuberculosis al peritoneo, enfermedad de la que murió el 21 de abril de 1908, con apenas 28 años. Fue sepultado en el nicho número 13 del Cementerio Católico junto a la tumba de su padre.
Al día siguiente de su muerte, un redactor del conservador Diario Ilustrado escribió: «Hoy sus íntimos llevarán su cadáver al cementerio. Mañana nadie se acordará de él». Su obra se mantuvo inédita hasta después de su muerte, conociéndose aún muy poco de ella, especialmente de aquella popular y social.

## Obra
- 1911 - Alma chilena (poesía).[4]
- 1920 - Las campanas de oro (cuentos).[4]
- 1927 - Poesías y prosas completas (Nascimento).
- 1957 - Antología de Carlos Pezoa Véliz.[4]
- 2008 - La vida es así (Poesía. Prólogo y selección de Óscar Hahn, col. Palimpsesto, Carmona, Sevilla).